# Berlínská kuchyně

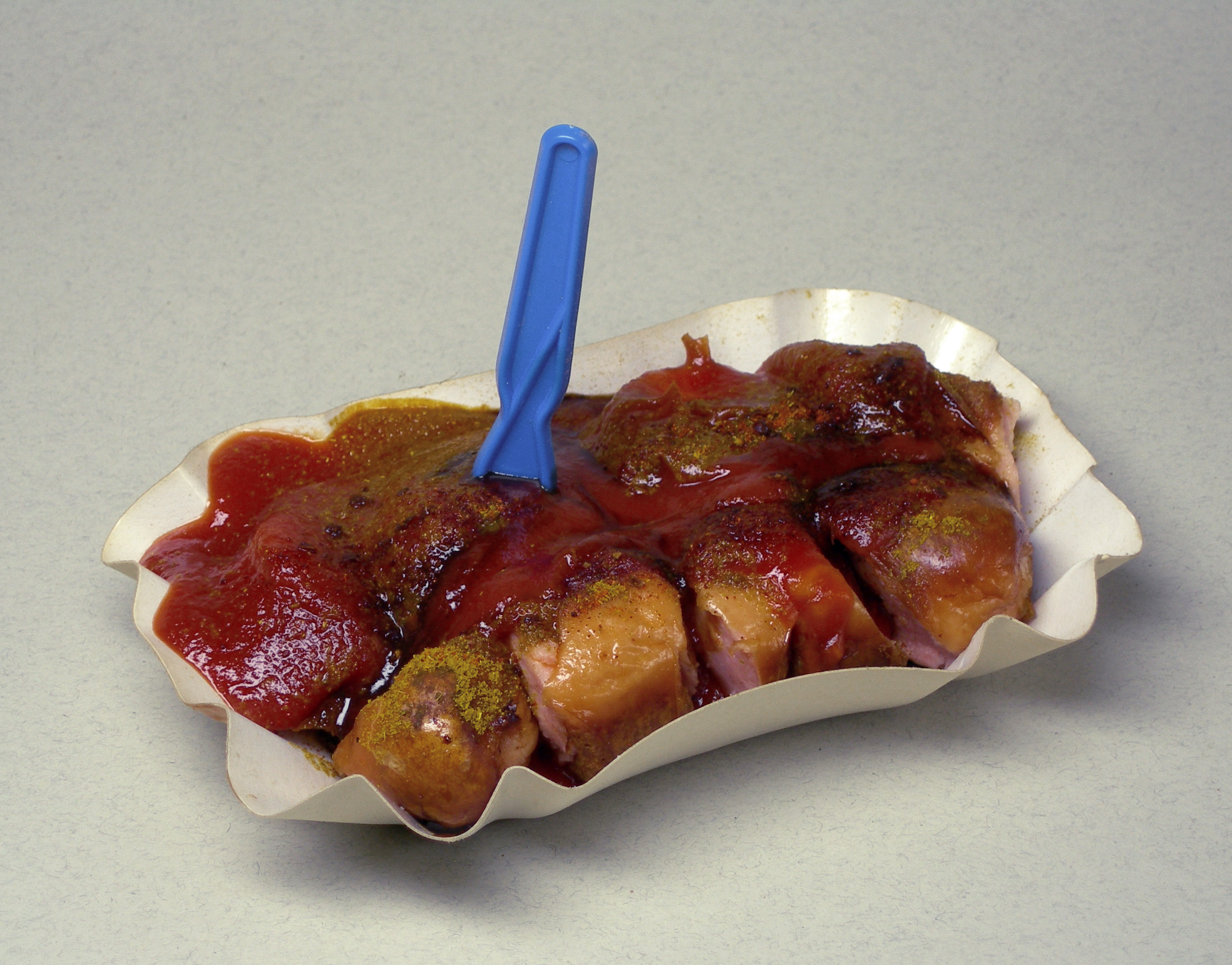
Currywurst

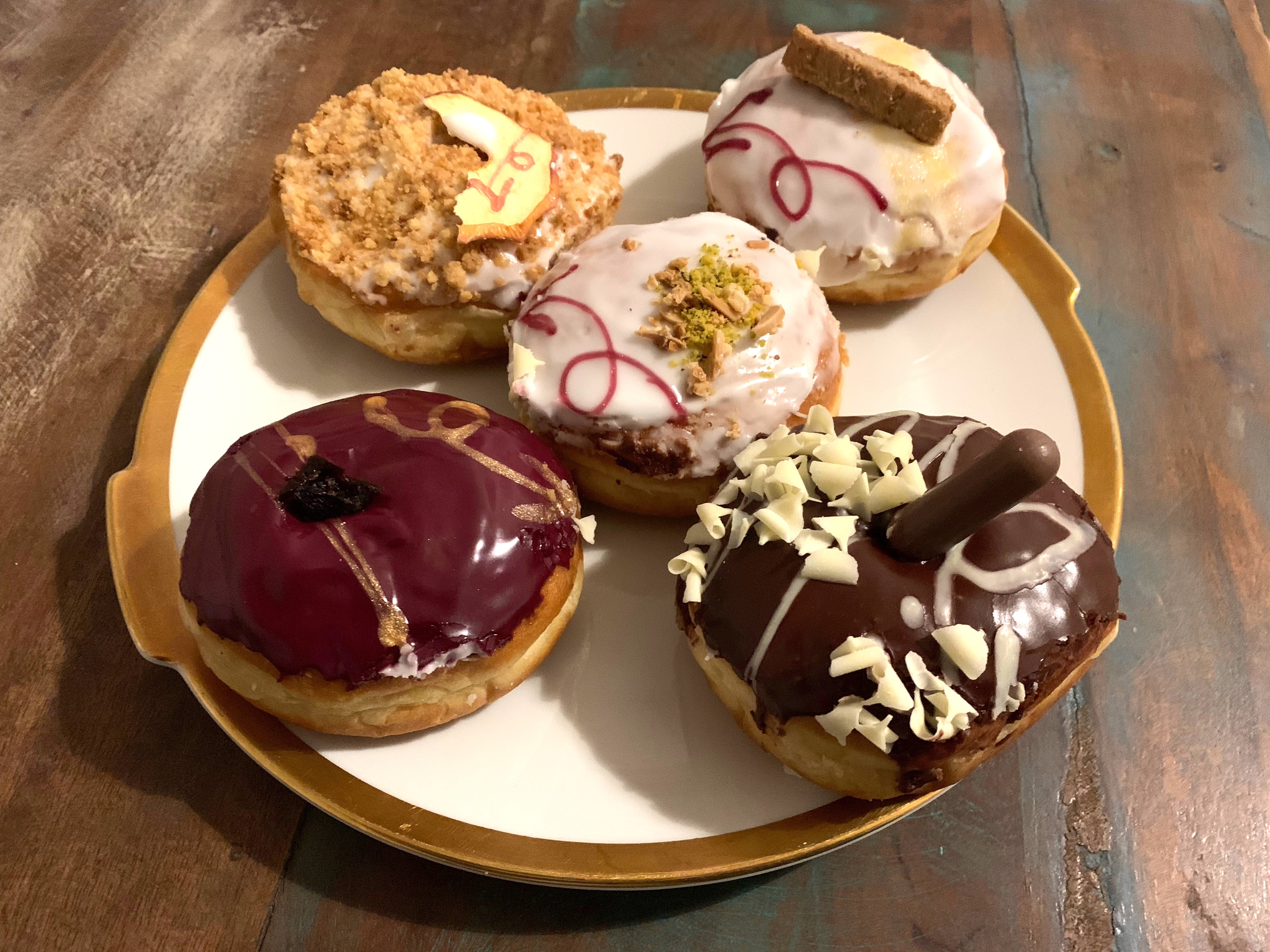
Berliner Pfannkuchen

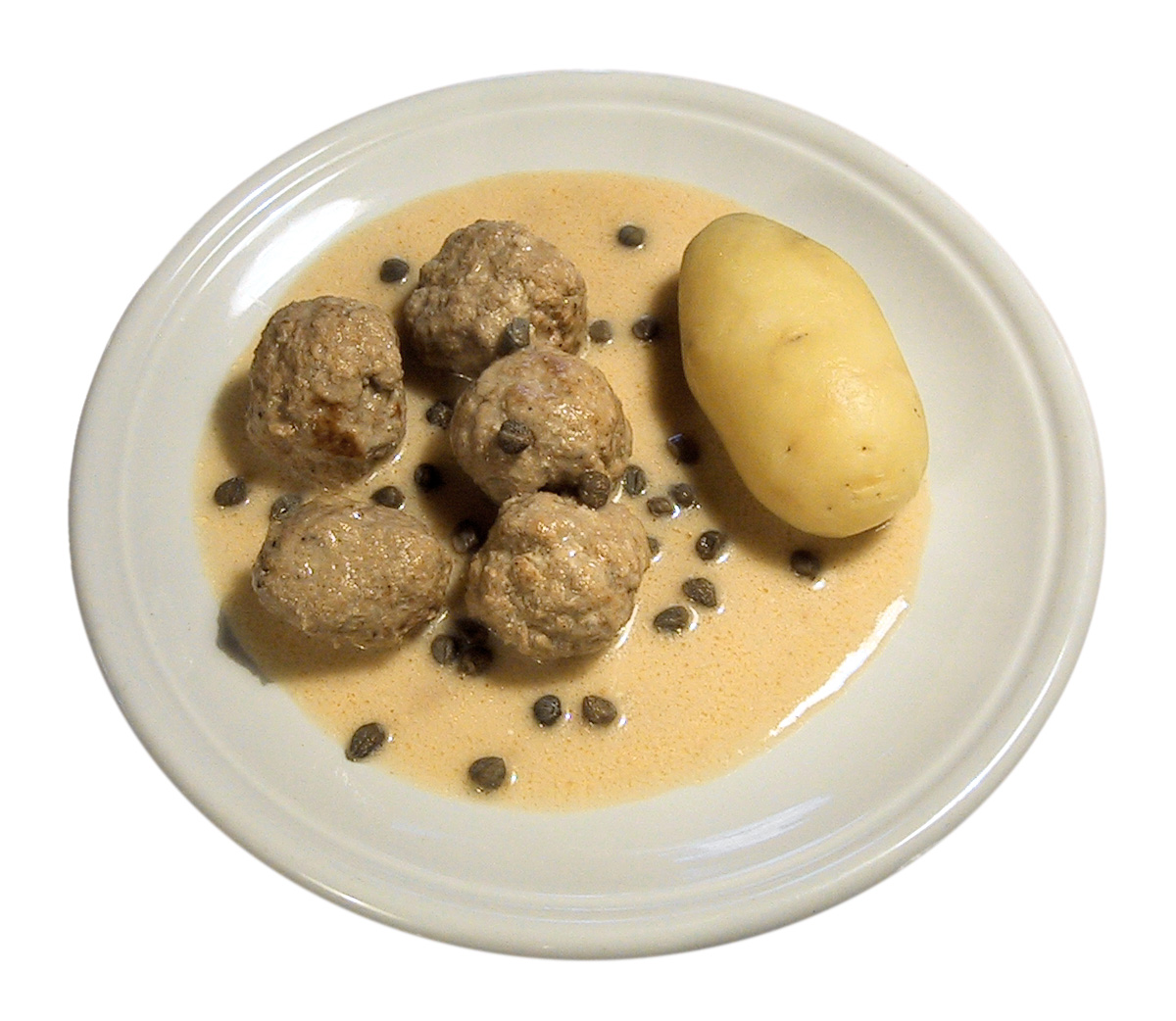
Královecké klopsy

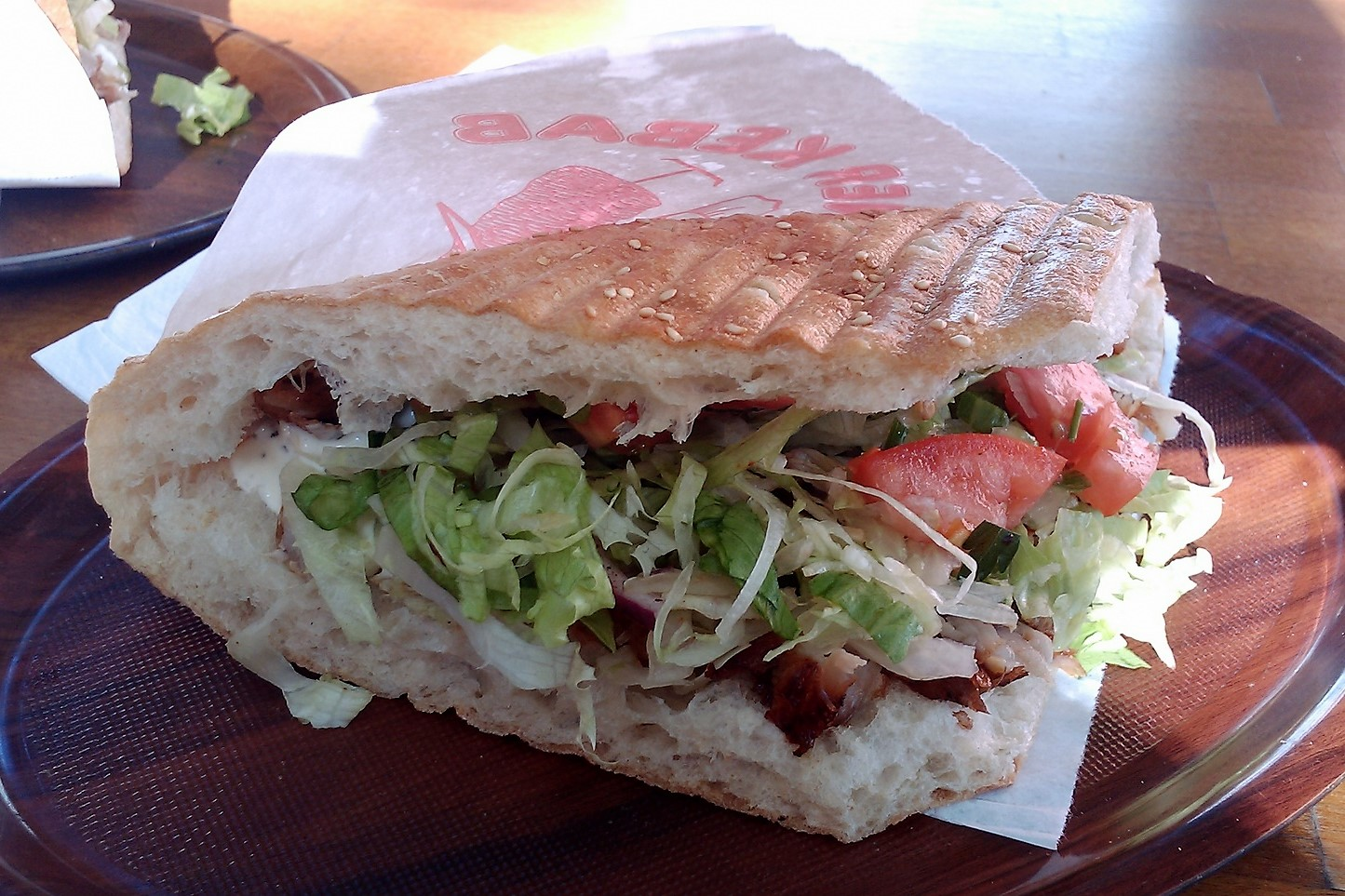
Döner kebab

Berlínská kuchyně (německy: Berliner Küche) je součástí německé kuchyně. Obsahuje především jednoduchá, původně rolnická jídla. Byla ovlivněna také českou kuchyní a díky Hugenotům také francouzskou kuchyní. Používá především maso (vepřové, husí, ryby), zeleninu, brambory nebo luštěniny.

## Tradiční pokrmy
Mezi tradiční berlínské pokrmy patří:
- Uzené maso s kysaným zelím
- Řízky
- Královecké klopsy
- Karbanátky
- Sekaná
- Jelita
- Zavináče
- Kvašáky
- Bauernfrühstück, studené snídaňové jídlo ze smažených brambor, pórku, šunky a vajec
- Berliner Pfannkuchen, kobliha
- Rote Grütze, původem dánský dezert z pudinku a ovoce

## Pouliční jídlo
Mezi pokrmy podávané ve stáncích v berlínských ulicích patří:
- Currywurst, nakrájený bratwurst, politý kečupem a posypaný kari
- Döner kebab, grilované maso v chlebová kapse, původně z turecké kuchyně
- Grilletta, pokrm podobný hamburgeru, houska plněná karbanátkem. Vznikla v období NDR.[2]
- Různé klobásy, bratwursty
- Strammer Max, plátek chleba se šunkou a smaženým vejcem
- Bramboráky

## Nápoje
- Berliner Weiße, pivo ochucené ovocným nebo bylinným sirupem[1]
- Bock, druh silného piva
- Apfelschorle